# Гизетти, Герман Антонович
Герман Антонович Гизетти (нем. Herman Franz Guisetti; 1805—1881) — российский государственный деятель, юрист, доктор права; сенатор, тайный советник.

## Биография
Родился 10 (22) февраля 1805 года в Москве — сын нарвского, а потом московского купца и московского биржевого маклера Антона Адамовича Гизетти (1763—1841), потомка старинной венецианской дворянской фамилии Guizetti di Capoferri; мать — Елизавета Андреевна, урождённая Крюгер (1783—1852).
В течение двух лет учился в петербургском пансионе пастора Муральта. Затем поступил слушателем в Московский университет, откуда в 1823 году перешёл на юридический факультет Дерптского университета, который успешно окончил в 1826 году.
В мае 1827 года он был определён на службу в особую канцелярию Министерства финансов Российской империи по кредитной части, но петербургский климат вредно отозвался на его здоровье, и поэтому в марте 1830 года он перешёл на службу в Московскую контору Государственного Коммерческого банка помощником бухгалтера и занимал эту должность до февраля 1834 года.
В 1832 году им была напечатана диссертация «Specimen principiorum generalium juris Russiae de delictis et poenis» (Regimontii, 1832), за которую Кёнигсбергский университет удостоил его степени доктора права.
Назначенный в Восточную Сибирь генерал-губернатором генерал-лейтенант Н. С. Сулима, пригласил Гизетти ехать с ним. Вскоре Сулима был переведён в Западную Сибирь, а на его место назначен генерал-майор С. Б. Броневский, который оценил достоинства Гизетти и назначил его 16 августа 1834 года чиновником по особым поручениям Соляного отделения Иркутской казённой палаты с исправлением должности советника Иркутского губернского правления, утверждение в которой состоялось уже 7 сентября. В 1835 году Гизетти неоднократно посылался для производства следствий в Забайкальской области, Кяхте и других районах края.
В 1837 году он переехал в Санкт-Петербург и был сначала причислен к департаменту исполнительной полиции, а затем поступил по совету графа Сперанского в 1838 году на службу по Министерству юстиции и был прикомандирован к комитету для проверки свода законов. После закрытия этого комитета в июле 1839 года Гизетти был назначен чиновником по особым поручениям 6-го класса при Министерстве юстиции. В августе того же года он получил место преподавателя практического уголовного судопроизводства в Императорском училище правоведения и читал здесь лекции до февраля 1844 года. В январе 1840 года Г. А. Гизетти был утверждён в должности начальника 1-го отделения департамента Министерства юстиции, которую исправлял с июля предыдущего года, и занимал её до января 1841 года, когда был назначен чиновником по особым поручениям 5-го класса.
В июне 1842 года перешёл на службу в канцелярию статс-секретаря у принятия прошений производителем дел по экспедиции рассмотрения всеподданнейших жалоб на решения гражданских судебных департаментов Правительствующего сената; 16 августа 1844 года был произведён в статские советники, а 23 апреля 1850 года — в действительные статские советники.
С 8 ноября 1856 года состоял юрисконсультом Коммерческого банка (с оставлением в должности чиновника по особым поручениям); 5 января 1863 года назначен членом консультации при Министерстве юстиции, 17 апреля того же года произведён в тайные советники, а 13 июня того же года ему повелено было присутствовать в Сенате — сначала в Межевом (1863), затем в IV-м (1864—1871) департаментах, а в 1871—1878 годах — в гражданском кассационном департаменте, с 1878 года — в 1-м отделении 3-го департамента, наконец в 1880—1881 гг. — в общем собрании 3-го, 4-го и Межевого департаментов).
Г. А. Гизетти был человеком многосторонне образованным, много читал по разным отраслям знаний и до последних дней с живым интересом следил за всеми событиями в мире ученом и государственном, но, будучи чрезвычайно скромен, не любил выдаваться вперед и выставлять напоказ перед посторонними свои познания. Он всегда вёл тихую жизнь, почти исключительно в кругу семьи и друзей. В делах служебных он всегда ставил выше всего правду и справедливость. Доброта его невольно влекла всех к нему.
Умер 8 (20) февраля 1881 года и был похоронен в Санкт-Петербурге на Новодевичьем кладбище при Воскресенском Новодевичьем монастыре.

## Награды
Со времени назначения сенатором Гизетти был награждён орденом Святого Владимира 4-й (1863) и 2-й степени (1870) и орденом Святой Анны 1-й степени (1866).

## Семья
В 1836 году женился на дочери С. Б. Броневского, Варваре Семёновне. У них было два сына: Антоний (1843—1890; служил по судебному ведомству) и Анатолий (1846—1909; сенатор); и три дочери: Серафима (1838—?; вышла замуж за И. К. Ренара, ставшего сенатором и тайным советником), Софья (1840—?) и Евгения (1842—1915; в 1866 году вышла замуж за коллежского советника Александра Георгиевича (Егоровича) Ридигера (1843—1877), прадеда патриарха Московского Алексия II).